# Глен Данзиг
Глен Данзиг е американски рок певец и музикант, най-известен като вокалист на хорър пънк групата Мисфитс. От 1987 г. е фронтмен на собствената си група „Данзиг“. Стилът му на пеене е опреличаван с тези на Елвис Пресли и Джим Морисън. Най-често темите на песните на Данзиг са ужасите, еротиката, религията и окултизма.

## Биография
Роден е като Глен Ален Анзалон. Има италиански, немски и шотландски корени. Завършва училището в Лоди през 1973 г. и работи като автор на комикси и фотограф. Учи в Нюйорксия институт по фотография. С музика се занимава любителски като тийнейджър, свирейки в няколко местни банди, често изпълняващи кавъри на Блек Сабат. През 1977 г. Данзиг основава Мисфитс. След тримесечни репетиции издават първия си сингъл „Cough/Cool“, записан в стил психиделичен гаражен рок. След като групата се вдъхновява от Рамоунс, започват окончалтено да свирят пънк рок. Мисфитс издават три албума, като техен известен хит става песента Die, Die, My darling. По-късно Металика правят кавър на тази песен. През 1983 г. Мисфитс се разпадат.
Същата година Данзиг основава групата Самхейн, която издава дебютния си албум през 1984 г. и прилича вниманието на много известни звукозаписни компании. Под това название те издават 2 албума и 1 EP. През 1987 г. Глен решава да смени музикалната насока към хевиметъл. По предложение на продуцента Рик Рубин групата се преименува на „Данзиг“, за да се избегнат съдебни спорове около името за в бъдеще. През 1998 г. Данзиг издава дебютния си албум, а в 2 от песните като гост-изпълнител участва Джеймс Хетфийлд. Особено популярна става песента Mother, която и до днес е най-големият хит на Данзиг. Във втория албум, издаден през 1990 г. е увеличено блус влиянието, а славата на Данзиг расте. През 1992 г. Глен записва свой самостоятелен албум с класическа музика, озаглавен Black Aria.
В средата на 90-те години групата е напусната от продуцента Рик Рубин и Глен подписва контракт с Холивуд Рекордингс. Данзиг продължава да експериментира и в следващия си албум залага на индъстриъла. През 1999 г. на турнето, промотиращо шестия албум на групата, са поканени двама бивши членове на Самхейн – Лондон Мей и Стив Зинг. Въпреки че Данзиг не успява да се върне към предишната си популярност от времената на първите албуми, групата все още радва много фенове по света. През 2003 г. Глен създава фестивала Blackest of the Black, предназначен за сцена на по-тъмните метъл групи. През 2005 г. Данзиг свири с бившия китарист на Мисфитс Дойл, с когото не са били на една сцена от 20 години и изпълняват стари хитове на пънк легендите.
През 2006 г. Глен издава продължение на Black Aria. В последно време отделя повече време на комиксите и киното, отколкото на музикалната си кариера.

## Дискография

### Мисфитс
- 12 Hits From Hell
- Walk Among Us (1982)
- Earth A.D./Wolfs Blood (1983)

### Самхайн
- Initium (1984)
- November Coming Fire (1986)
- Final Descent (1990)

### Данзиг
- Danzig (1988)
- Danzig II: Lucifuge (1990)
- Danzig III: How the Gods Kill (1992)
- Danzig 4 (1994)
- Danzig 5: Blackacidevil (1996)
- Danzig 6:66: Satan's Child (1999)
- Danzig 777: I Luciferi (2002)
- Circle of Snakes (2004)
- Deth Red Sabaoth (2010)

### Соло
- Black Aria (1992)
- Black Aria II (2006)